# Jean qui rit
Jean qui rit (bl. 25. März 1852; † 4. April 1937) wurde ein weiblicher? Mississippi-Alligator genannt, dessen obere Zähne vorstanden, so dass er aussah, als würde er lachen (daher der Name ‚Lachender Johann‘). Dieses Kennzeichen machte ihn unverwechselbar, so dass er stets eindeutig zu identifizieren war, und damit sein Alter von mindestens 85 Jahren als relativ gut gesichert gelten kann. Die Länge des Tieres wurde mit 2,40 m angegeben.
Der Alligator wurde zusammen mit einer Gruppe anderer Exemplare seiner Art von Louisiana nach Paris verfrachtet und im März 1852 dem dortigen Jardin des Plantes vermacht. Da es ansonsten keine Nachweise über ein derartig hohes Lebensalter gab, wurden die Angaben in Zweifel gezogen. Das Alter von mindestens 85 Jahren war bereits im Bulletin du Muséum national d'histoire naturelle von 1937 veröffentlicht worden, ebenso wie der Name (S. 176). Schon die Revue générale des sciences pures et appliquées hatte 1926 ein Alter von 73 Jahren genannt.

## Belege
1. ↑  Proceedings of the General Meetings for Scientific Business of the Zoological Society of London General and experimental, Bd. 107, 1936, S. 23 („famous female alligator still lives“).
2. ↑  Société géologique de Normandie et des amis du muséum du Havre 63 (1976), S. 11.
3. ↑  Kent A. Vliet: Alligators. The Illustrated Guide to Their Biology, Behavior, and Conservation, Johns Hopkins University Press, 2020, S. 213.
4. ↑  Clifford Hillhouse Pope: The Reptile World. A Natural History of the Snakes, Lizards, Turtles, and Crocodilians, Knopf, 1960, S. 16; ebenso Gerald L. Wood: Animal facts and feats. A Guinness record of the animal kingdom, Doubleday, 1972, S. 173.
5. ↑  Revue générale des sciences pures et appliquées 37 (1926), S. 49.